# Гёрни, Голдсуорси
сэр Голдсуорси Гёрни (англ. Sir Goldsworthy Gurney, 14 февраля 1793 года — 28 февраля 1875 года) — хирург, химик, архитектор, строитель, изобретатель, преподаватель и консультант. Образцовый джентльмен науки викторианской эпохи.
Среди его изобретений — кислородно-водородная горелка и её применение к новому осветительному прибору (Бьюдский свет); несколько паровых дорожных карет и, хотя это оспаривается, конусное устройство — один из ключевых компонентов успешного паровоза и вообще мощного котла с угольным отоплением.
Провал паровых карет создал ему противоречивую репутацию. Его дочь Анна Джейн (1816—1895) была его преданной сторонницей и провела кампанию по признанию Гёрни изобреталем парового конуса.

## Жизнь
Гёрни родился 14 февраля 1793 года в деревне Сент-Меррин в северном Корнуолле. Необычное имя, которое является фамилией его бабушки, ребёнку дала крёстная, фрейлина королевы Шарлотты. Дед его «женился на деньгах», обеспечив потомкам возможность вести образ жизни джентльмена.
Он учился в начальной школе в Труро, проявил интерес к современным наукам и мог, через общих друзей, встретить в Кемборне Тревитика и его полноразмерную паровую повозку «Пыхтящий дьявол».
После школы он обучался медицине в Уэйдбридже у доктора Эйвери, в 1813 году приобрёл практику и в следующем году женился на дочери фермера Элизабет Саймонс. Они поселились в Уэдбридже, в январе 1815 года родилась дочь Анна. Гёрни был практикующим хирургом, но интересовался химией и механикой, играл на фортепиано и сконструировал и построил собственный инструмент.
В 1820 году, неудовлетворённый жизнью в провинции, Гёрни с семьёй перебрался в Лондон пытать счастья. По адресу Аргил-стрит, 7, недалеко от Ганноверской площади, Гёрни открыл хирургическую практику, продолжил самообразование и с 1822 года читал лекции по основам химии в Суррейском институте. В том же году на родине жены, в Лонцельсе, родился их сын Голдсуорси Джон (умерший молодым в 1847 году). Гёрни обладал талантом изложения на письме и чтения лекций, в 1822-23 годах он рассказывал и о применении пара к дорожному транспорту.
В 1823 году Гёрни получил золотую медаль Королевского общества искусств за изобретение кислородно-водородной горелки.
В 1825 году Гёрни начал постройку паровой кареты в небольшой мастерской на Оксфорд-стрит и подал патентную заявку на «Аппарат для движения карет по дорогам или железным дорогам без помощи лошадей с достаточной для перевозки пассажиров и товаров скоростью» (англ. An apparatus for propelling carriages on common roads or railways – without the aid of horses, with sufficient speed for the carriage of passengers and goods). В том числе он применил дутьё паром в дымовую трубу, чтобы усилить поток воздуха сквозь топку и увеличить удельную мощность паровой машины.
В 1826 году Гёрни купил у Перкинса заводик и переехал на Олбени-стрит, 154, близ Риджентс-парка, где продолжил усовершенствовать свои кареты. Технические решения были неплохи, но Гёрни был никудышным торговцем и к весне 1832 года продал завод с аукциона, потеряв немало и своих денег, и средств инвесторов. Обстоятельства этого краха выразились в весьма противоречивых публикациях и дебатах в комитете Палаты Общин.

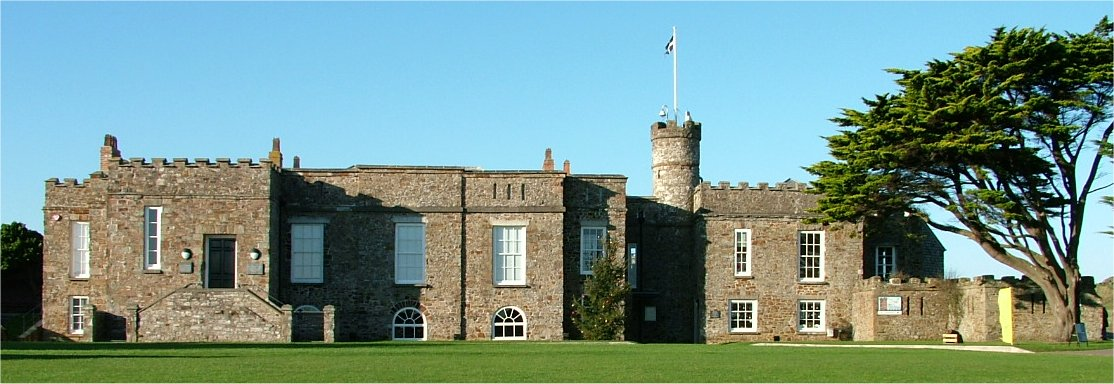
«Замок» Гёрни в Бьюде

В 1830 году у друга, сэра Томаса Экленда, 10-го баронета, Гёрни взял в аренду с выкупом участок земли в Бьюде среди песчаных дюн, где начал строительство дома по новой технологии — на бетонном плавающем фундаменте-плите. С тех пор «Замок» Гёрни уцелел, но не в первоначальном виде, потому что был несколько расширен. Его крестник Уильям Кэрью Хэзлитт отмечает, что Гёрни был связан со строительством жилья в Фулеме.

В новом доме Гёрни оправился от краха с паровыми экипажами и обратился к освещению, придумав подпитывать кислородом середину кольцевой горелки Арганда, назвав эту технологию «Бьюдским светом». Также он предложил паровой эжектор для вентилирования шахт и тушения подземных пожаров.

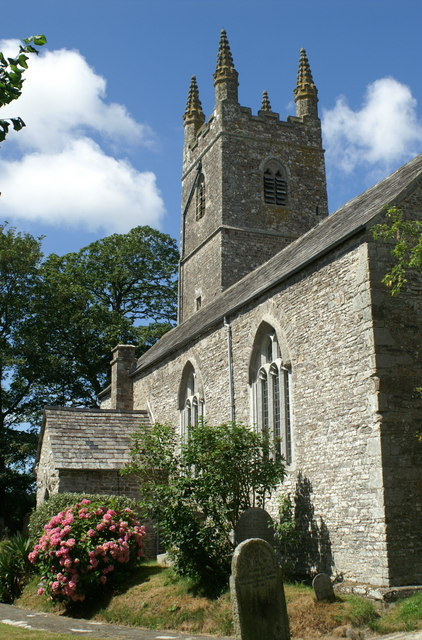
Могила Гёрни видна между кустов

Элизабет Гёрни умерла в 1837 году и похоронена в церкви святого Мартина в Вестминстере. С дочерью Гёрни переехал в небольшой домик «Ридс» (буквально «Тростники») близ деревни Пофил, недалеко от Бьюда. В 1844 году Гёрни взял в аренду с выкупом манор Хорнакотт в Бойтоне, на расстоянии 10 миль (16 км) от Бьюда, где построил себе Коттедж Уодлей, занявшись фермерством. В 1850 году он отказался от Замка. Он стал консультировать, применяя новые технологии своего изобретения к разным задачам, например, с 1852 года, к вентиляции в новом дворце Парламента, где с 1854 года стал «Инспектором вентиляции». До этого он осветил по своей системе Парламент и Трафальгарскую площадь.
Гёрни женился вторично на Джейн Бетти, дочери девонского фермера. Брак был неудачным, в доме, вероятно, были трения между сорокалетней дочерью и 25-летней мачехой. Гёрни не развёлся, но Джейн Бетти не упомянута в его завещании.
Гёрни жил в Лондоне и Корнуолле, занимаясь консультированием и изобретательством. Он сконструировал отопительную печь Гёрни, занимался электрическим током, усовершенствовал Хорнакотт, стал президентом Лаунчестонского Сельскохозяйственного общества.
В 1863 году Гёрни был произведён королевой Викторией в рыцари, но после этого его хватил удар; продав Хорнакотт, он вернулся в «Тростники» к дочери, где умер 28 февраля 1875 года и был похоронен в Лаунчелской церкви.

## Паровые кареты

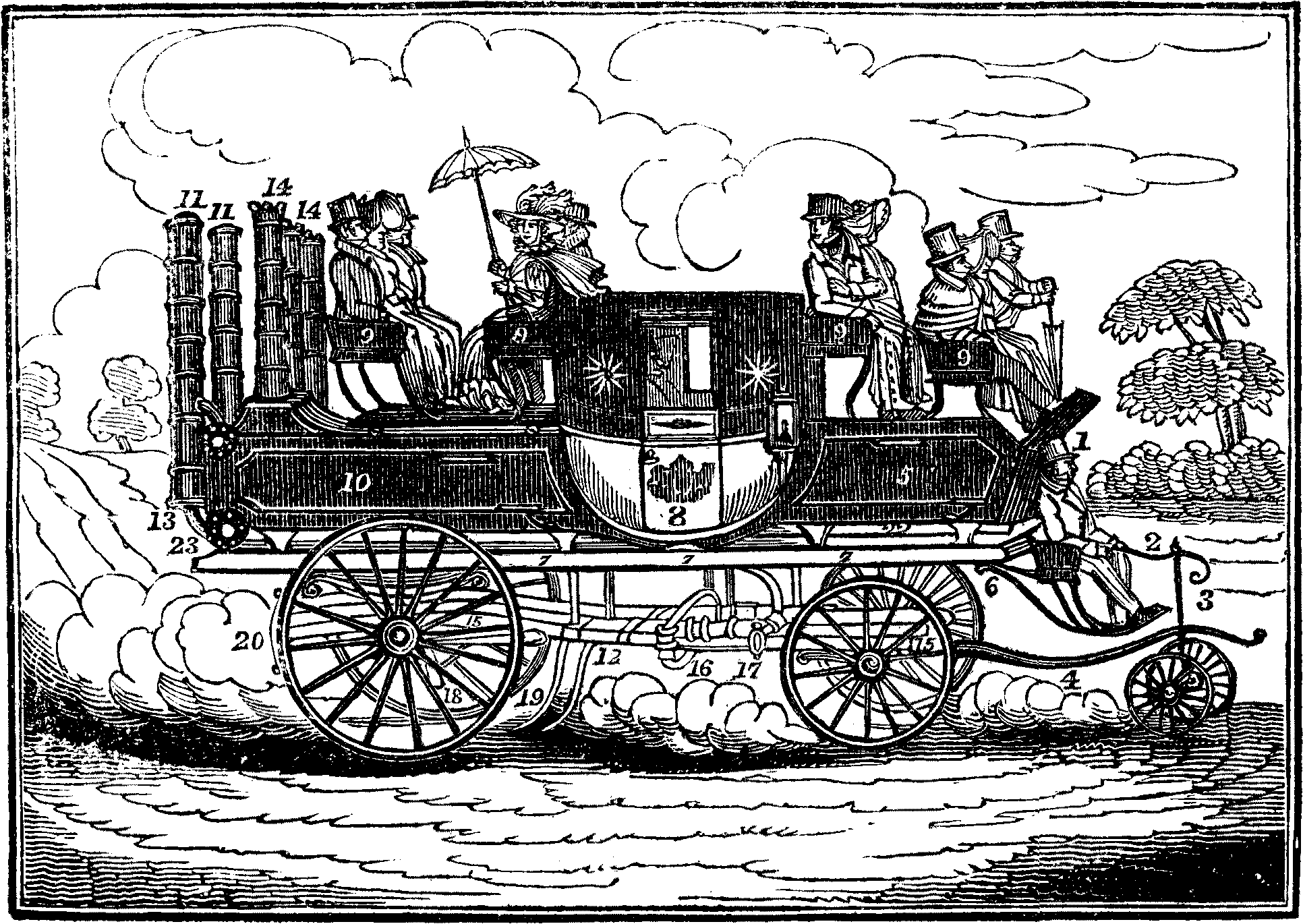
Паровая карета Гёрни на иллюстрации 1827 года

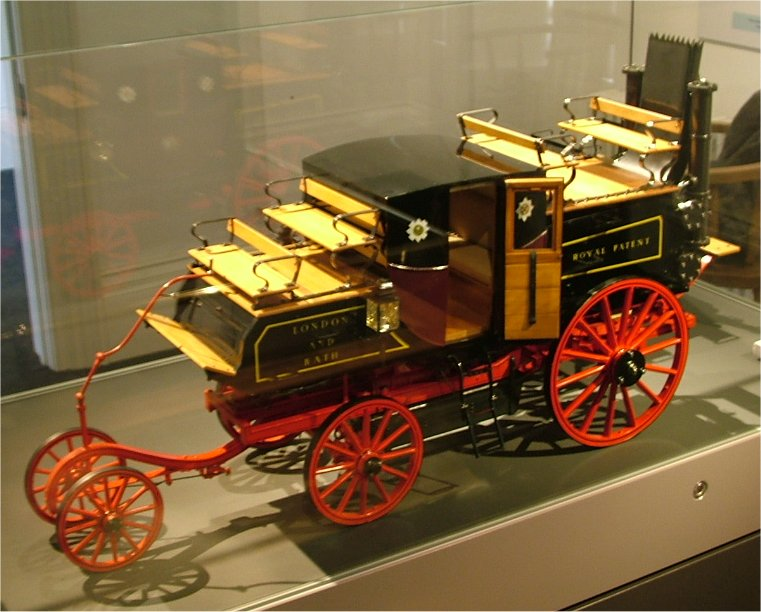
Модель паровой повозки Гёрни в Замке (Бьюд)

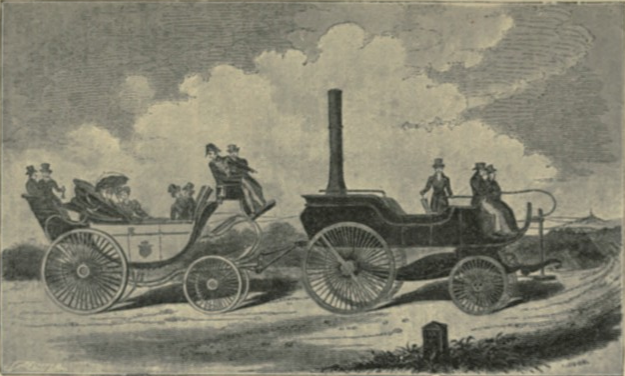
Карета Гёрни — иллюстрация из описания в книге Мура

В 1825—1829 годах Гёрни сконструировал и построил несколько паровых повозок в рамках своей фирмы Gurney Steam Carriage Company. Его мастерские находились у Риджентс-парка, испытания повозок проходили там же рядом, а также в поездках в Хэмпстед, Хайгейт, Эджвер, Барнет и Стэнмор, в которых экипажи развивали скорость до 20 миль/ч (32 км/ч).

Гёрни не был изобретателем самобытного парового экипажа: уже в 1837 году Люк Херберт в «Практическом трактате о Железных дорогах и Локомотивах» (англ. Practical Treatise on Rail-Roads and Locomotive Engines) отрицает всякий приоритет Гёрни::

не вызывает сомнений, что кареты Гёрни, во всех существенных частях копировавшие кареты Тревитика, появлялись время от времени [на общих дорогах], как и экипажи многих других локомотивостроителей — одни прежде Гёрни, другие после него; некоторые из тех, кто были лучше, и все те, кто оказались хуже, были, тем не менее, лишены возможностей продвинуться дальше предварительных опытов по недостатку тех средств, которыми состоятельные джентльмены, малознакомые с паровым передвижением, снабдили мистера Гёрни в изобилии.
Оригинальный текст (англ.)…it is a matter of fact, that Gurney's carriages, made in every essential respect after Trevithick's models, did, occasionally, run [on the public roads]; and so did the carriages of many other locomotionalists; some prior, some subsequent to Gurney; some decidedly superior to his, and all those that were inferior, were incapacitated from proceeding beyond preparatory trials, by want of that material with which gentlemen of fortune, then unacquainted with steam locomotion, had so lavishly furnished on Mr. Gurney.

Одна из повозок окакзалась столь удачной, что в июле 1829 года, за два месяца до Рейнхилльских испытаний, совершала поездку из Лондона в Бат и обратно со средней скоростью на обратном пути 14 миль/ч с учётом остановок на заправку водой и бункеровку. Анна Гёрни в письме в Таймс в декабре 1875 года пишет, что «не слышала ни об одной аварии с этой повозкой, кроме случая в Мелкшеме, по дороге в Бат, где люди напали на неё, обожглись, бросали камни и ранили несчастного кочегара Мартина». Во избежание нападений луддитов карета следовала в Бат под вооружённой охраной.
Паровые кареты не имели коммерческого успеха: нежелание публики путешествовать верхом на котле, чреватом взрывом, неудивительно. Чтобы обойти это затруднение, Гёрни построил поезд из тягача и пассажирской кареты — Gurney steam drag. Было построено не менее двух экземпляров, которые около 1830 года отправились в Глазго.
Паровой клуб Великобритании пишет:

Первую отправили морем в Лейт, и при перевозке повредили. Гёрни вернулся в Лондон за запчастями, строго запретив ею пользоваться, но повозку поставили в казармах и развели пары, в результате чего случился взрыв котла, и два человека были серьёзно ранены. Второй экипаж какое-то время проработал, но неизвестно, в коммерческих ли рейсах. Местные газеты содержат сообщения о взрыве.
Оригинальный текст (англ.)The first was sent by sea to Leith, but it was damaged in transit. It appears that this carriage was left in Scotland while Gurney returned to London for spares. He gave instructions for it not to be used, but it was transferred to the military barracks where it was steamed and a boiler explosion ensued, severely injuring two people. The second carriage may have run a service for a short time but it remains unclear whether any passengers were carried for money. The local press carried the story of the explosion.

Остатки этих двух карет были найдены в сарае у Пейзли-роуд и подарены Музею транспорта в Глазго.

Паровой клуб пишет, что это:

почти комплектное шасси, машина, часть труб, клапанный механизм, рулевой механизм. Колёса, котёл и кузов отсутствуют. Всё выкрашено красной краской, которая затрудняет фотосъёмку, но, по-видимому, прекрасно сохранила части, которые находятся в музее с 1889 года безо всякой реставрации.
Оригинальный текст (англ.)an almost complete chassis with the engine, some pipe work, the valve gear and the steering gear. The wheels, boiler and bodywork are missing. The whole is painted red and this has made photography difficult but appears to have preserved this item, as it is untouched since arriving at the Museum in 1889!

Регулярные перевозки на трёх каретах Гёрни по четыре рейса в день между Челтенхемом и Глостером начал сэр Чарльз Данс. Маршрут удерживался несколько месяцев, но затем надежды Данса и Гёрни были жёстко пресечены. Френсис Макерони в 1834 году в книге «Несколько элементарных фактов о локомотивах» (англ. A Few Facts Concerning Elementary Locomotion) пишет:

 Многочисленные и богатые владельцы гужевых экипажей, узколобые помещики и местные чиновники ошибочно полагали, что замещение паром лошадей грозит их доходам, и составили против этого начинания один из самых отвратительных и низких заговоров. При помощи интриг в парламенте и лживых показаний эти мерзавцы добились принятия запретительно высоких дорожных сборов на паровые кареты.
Оригинальный текст (англ.)The many wealthy horse-coach proprietors, together with the narrow minded country gentlemen and magistrates of the district, who erroneously conceived their interests threatened by the substitution of steam power for horse, formed one of the most disgraceful and mean conspiracies against a national undertaking that can be well remembered. By means of parliamentary intrigue, and false representations, these despicable persons obtained certain local turnpike bills to pass 'the Honourable House' establishing tolls on steam carriages, which amounted to a virtual prohibition on their use.

В 1831 году Гёрни по поводу паровых карет и сборов давал показания Комитету Палаты Общин и говорил, что на каждую поездку парового экипажа был наложен сбор в два фунта — в двадцать раз выше кареты с лошадьми. В это же время железнодорожники получили государственных инвестиций на 100 тысяч фунтов. Далее у Макерони:

Вдобавок к этому позорному выпаду против справедливости и общественной пользы, досточтимые сквайры и чиновники Челтенхемского округа безо всякой нужды навалили на дорогу неукатанного гравия слоем толщиной в фут, чем окончательно похоронили движение под паром.
Оригинальный текст (англ.)In addition to this flagrant outrage against justice and utility, the worthy squires and magistrates of the Cheltenham district, suddenly, without any necessity, covered a long tract of the road with a layer of loose gravel, a foot deep, which, adding to the above-mentioned difficulties and impediments, put an entire stop to the undertaking.

Взрыв в Глазго похоронил и репутацию карет Гёрни, после чего он обанкротился с долгом 232 тысячи фунтов.
У него, однако, оказалось достаточно связей, чтобы другой комитет «по случаю мистера Голдсуорси Гёрни» заседал с 1831 по 1835 год и написал в отчёте:

Мистер Голдсуорси Гёрни был первым лицом, успешно применившим паровые экипажи на дорогах общего пользования, он запатентовал свои изобретения в 1825, 1826 и 1827 годах. В 1830 году мистер Гёрни заключил контракты с разными лицами на коммерческую эксплуатацию своих изобретений, с тем, чтобы возить пассажиров дешевле, чем на лошадях. В 1831 году Парламент принял более 50 частных решений по запретительным сборам с паровых карет (от двух фунтов, в то время как конные экипажи платили 6 шиллингов и менее), и контракторы приостановили работу, обратившись в Парламент. Избранный комитет заключил, что паровые экипажи безопасны, быстры, дёшевы и повреждают дороги меньше, чем конные, и что они будут общественным благом, и запретительные сборы необходимо упразднить. Билль об этом прошёл Палату Общин, но был отвергнут Палатой Лордов.
Мистер Гёрни был вынужден после этого закрыть свою фабрику и распродать материалы и инструменты в убыток. Контракторы закрыли своё дело.
Действие упомянутых Актов Парламента сделало доходный бизнес невозможным. Убытки мистера Гёрни складываются из расходов на содержание фабрики в течение шести лет, разрыв контрактов, испытания карет и оплату патентов. Также он утратил приоритет в изобретении работоспособной паровой кареты, потому что в это время другие изобретатели создали свои машины, а также утратил приоритет перед железными дорогами. Общие убытки составляют более 200 тысяч фунтов. Вследствие этого мистер Гёрни не в состоянии строить паровые экипажи и защищать свои патенты.
Разделы упомянутых Актов, касающиеся запретительных сборов с паровых карет, должны быть отменены, а паровые кареты должны платить сборы наравне с гужевыми. Патент мистера Гёрни должен быть продлён на 14 лет после срока истечения без платы с его стороны, или же взамен ему должна быть предложена сумма не менее 5 тысяч фунтов. Вследствие того, что в патентах мистера Гёрни участвуют другие лица, из этой суммы ему лично должно быть выплачено не менее половины
Оригинальный текст (англ.)Mr Goldsworthy Gurney was the first person to successfully operate steam carriages on common roads, and he took out patents for his invention in 1825 and 1826–27. In 1830 Mr Gurney entered into contracts with various individuals for the commercial exploitation of his invention, carrying passengers at a lower fare than horse carriages. In 1831 more than 50 private bills were passed by Parliament imposing prohibitive tolls on steam carriages (two pounds or more, while horse carriages might pay six shillings or less), and the contractors suspended their operations, pending a petition to Parliament. A select Committee was appointed, and concluded that steam carriages were safe, quick, cheap, and less damaging to roads than horse carriages, that they would be a benefit to the public and the prohibitive tolls should be removed. A bill to this effect was passed by the Commons but rejected by the Lords.

Mr. Gurney, having kept open his factory until this point was forced to close it and sell off his materials and tools at a loss. The contractors withdrew from the business.
The effect of the Acts passed by Parliament have been to make an otherwise profitable business no longer viable. Mr Gurney's losses included the costs of keeping his workshop open for six years, loss of contracts, loss of mileage duty on the various routes and the costs of patents. He also lost the advantage of being the first to develop a working steam carriage, as others used the intervening period to develop their own machines, and lost his advantage over the railways. The total loss can be calculated at over £200,000. This left him unable to either build and operate steam carriages, or to protect his patents.

Sections of those Acts imposing prohibitory tolls on steam carriages should be immediately repealed, and such tolls should be replaced by those for which horse carriages are liable. Mr Gurney's patent should be extended at public expense for a period of fourteen years beyond the date of its expiry, or a sum of not less than £5000 should be offered to Mr Gurney in lieu of such extension. Other parties have an interest in Mr. Gurney's patent, and half of the money or benefits should be kept aside for Mr. Gurney exclusively.

В «Биографиях автомобилестроителей» (англ. Automobile Biographies Лайман Хорас Уикс пишет:

… современные ему авторы обильно рекламировали Гёрни, предоставляя ему большой кредит доверия. Он был особенно ярок в парламентских расследованиях по поводу паровых карет. Тем не менее, в целом следует считать, что слава Гёрни превосходила истинные качества его произведений, особенно в сравнении с Хэнкоком, Макерони и некоторыми другими.
Оригинальный текст (англ.)Quote

## Другие занятия

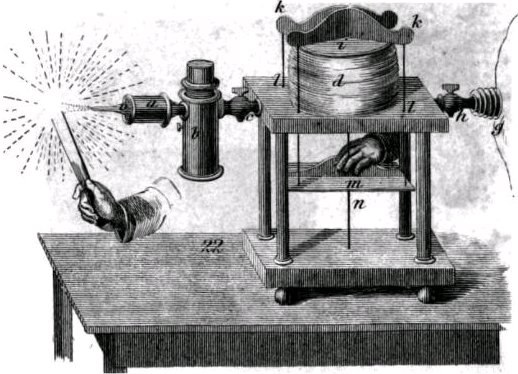
Кислородно-водородная горелка XIX века с мехами и два типа предохранительного устройства

Основным изобретением Гёрни в период его работы в Суррейском институте стала горелка, в которой сжиганием водорода в кислороде достигается чрезвычайно горячее пламя. Эта горелка является основой друммондовской системы освещения.
Роберт Тёрстон в «История развития парового двигателя» (англ. A History of The Growth of The Steam-Engine) пишет, что Гёрни построил локомотивчик на аммиаке.
Паровой эжекционный насос, или конус, служащий для принудительной тяги в топках паровых котлов стационарных машин и локомотивов, после Рейнхилльских испытаний (1829) прочно ассоциируется с именем Стефенсона, применившего его на локомотиве «Ракета». В письме в Таймс (1875) Анна Гёрни пишет, что проследила всю цепочку событий: Гёрни сообщил идею Гакворту, который применил её на своём паровозе Royal George, которым, в том числе вдохновлялся Стефенсон. Письма, позднее полученные Железнодорожным музеем, позволяют предполагать, что Гакворт пришёл к этой мысли независимо и, может быть, раньше. Также против приоритета Гёрни говорит тот факт, что конус в дымовой трубе применял ещё Тревитик, о чём есть современные ему свидетельства, а также патент начала XIX века.

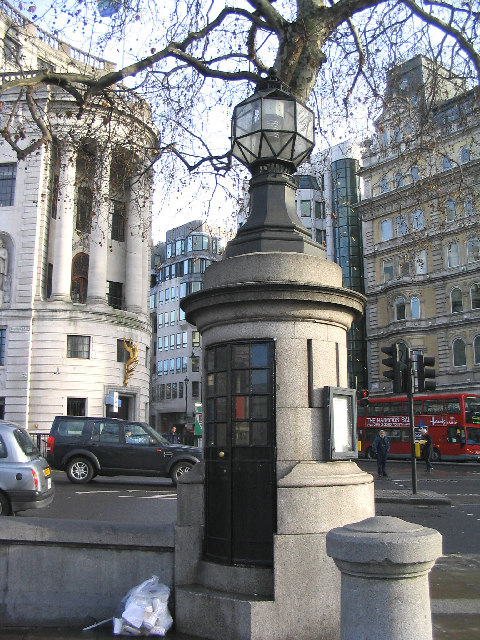
Копия Бьюдского фонаря на Трафальгарской площади, в основании его — самый маленький в Лондоне полицейский участок

Гёрни применил эжектор для вентиляции канализационных труб (соединив свои врачебные познания с инженерными во время лондонской холеры) и для тушения пожаров в угольных шахтах, в том числе в Клакманнане, который к 1851 году горел уже более 30 лет на площади 26 акров (10,52 га). С помощью эжектора Гёрни загнал в шахту 8 млн кубических футов бескислородной смеси азота с двуокисью углерода, а три недели спустя таким же образом внёс тонко разбрызганную воду, чтобы понизить температуру с 250 °F (121 °C) до 98 °F (37 °C). Подсчитано, что тушение этого пожара спасло имущество стоимостью 200 тысяч фунтов.
Водородная горелка для Друммондова света была небезопасна, и Гёрни изобрёл Бьюдский свет: ярко-белое пламя, получающееся от обычной масляной горелки при вдувании кислорода. При помощи линз и призм он провёл свет во все комнаты своего дома. В Палате Общин он заменил тремя своими горелками 280 свечей, и они использовались 60 лет — до того, как провели электричество. Фонари были также установлены на Пэлл-мэлл и Трафальгарской площади. Также он занялся маяками и усовершенствовал линзовые системы и ввёл кодировку вспышками, позволявшую морякам понять, какой именно маяк они видят.

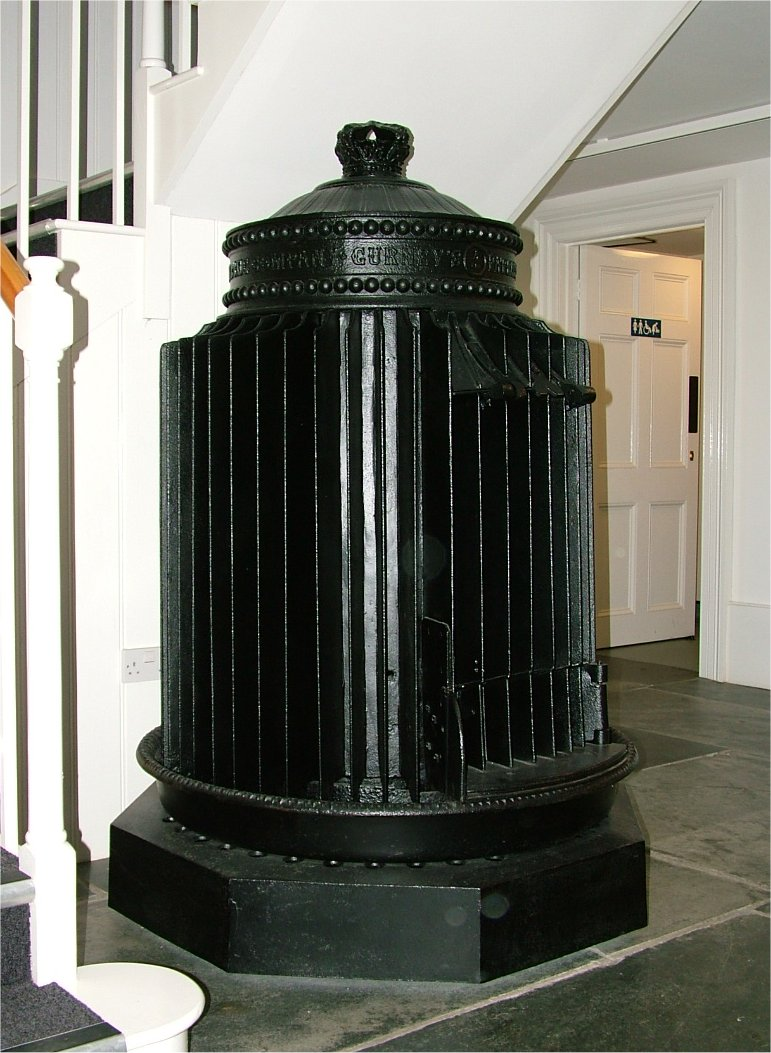
Печь Гёрни в его Замке в Бьюде

Печка Гёрни, запатентованная в 1856 году, широко использовалась для отопления. Основным усовершенствованием являются рёбра, которыми увеличивается нагревательная поверхность печи. Печи используются до сих пор, в том числе в соборах Или, Дарема, Честера, Херефорда и Питерборо.
В 1852 году, после успехов в вентилировании шахт, Гёрни был нанят Парламентом для работы над освещением, отоплением и особенно вентиляцией в Вестминстерском дворце. Он преуспел в интенсификации тяги, но зловоние, исходящее от Темзы, устранить не мог.
Гёрни разрабатывал и патентовал и другие изобретения, в том числе в паровых машинах, электрическом телеграфе и музыкальных инструментах.